# Exaculum pusillum
Genre
Espèce
Classification APG IV (2016)
Exaculum pusillum est la seule espèce de plantes à fleurs du genre monotypique Exaculum appartenant à la famille des Gentianacées. Elle est originaire des îles Britanniques.
Elle porte, en français, les noms vernaculaires de cicendie fluette et cicendie très petite et est inscrite dans la liste rouge de l'UICN des espèces quasi-menacées.
D'autres synonymes correspondent à cette espèce, tels que Cicendia candollei, Cicendia pusilla, Exacum candollii, Gentiana pusilla, Microcala pusilla.
On en trouve également en Bretagne, comme sur la ZAD de Notre-Dame-des-Landes.

## Description
C'est une plante herbacée qui peut atteindre 3 cm de hauteur, avec de petites feuilles et des fleurs de couleur rose pâle et mesurent approximativement 1 mm de large, qui ne s'ouvrent que lorsque le soleil brille.